# Private Practice (3.ª temporada)
A terceira temporada de Private Practice estreou em 1 de outubro de 2009 e terminou em 13 de maio de 2010. A temporada consistiu em 23 episódios.

## Enredo
Na terceira temporada, Violet sobrevive do gancho da segunda temporada graças a Pete, Naomi e Addison. Ela dá a Pete seu bebê, Lucas, enquanto ela se recupera da provação. Addison e Sam se aproximam e desenvolvem sentimentos um pelo outro, mas decidem não se tornar um casal porque não querem machucar Naomi. Charlotte e Cooper terminam, e Dell perde Heather em uma explosão que quase mata Betsey também.
A filha de Sam e Naomi, Maya, engravida e se casa com o pai de seu bebê, Dink. Addison e Pete se tornam um casal, o que faz com que Addison se aproxime de Lucas até que Violet o quer de volta, chegando até a levar Pete ao tribunal para obter a custódia conjunta. Sheldon começa a se apaixonar por Charlotte depois que eles começam a dormir juntos.
No final da temporada, Addison e Sam finalmente se reúnem enquanto Charlotte e Cooper se envolvem muito com o desânimo de Sheldon. Pete e Violet trabalham com seus problemas, enquanto Dell e Maya se envolvem em um acidente de carro e a gravidade da condição de Dell é negligenciada. A Dra. Amelia Shepherd, irmã mais nova de Derek Shepherd (ex-marido de Addison), o operou, tendo acabado de chegar à cidade. Ela foi incapaz de ressuscitá-lo após uma parada cardíaca. Maya sobreviveu a sua operação para salvar sua medula espinhal e evitar paralisia, enquanto ao mesmo tempo ela dá à luz uma menina, que também sobrevive.

## Elenco e personagens
| - Kate Walsh como Addison Montgomery - Tim Daly como Peter Wilder - Audra McDonald como Naomi Bennett - Paul Adelstein como Cooper Freedman - KaDee Strickland como Charlotte King - Chris Lowell como William "Dell" Parker - Taye Diggs como Sam Bennett - Amy Brenneman como Violet Turner - Brian Benben como Sheldon Wallace | - Geffri Maya como Maya Bennett - Hailey Sole como Betsey Parker - James Morrison como William White - Michael Patrick Thornton como Gabriel Fife - Christina Chang como Vanessa Hoyt - Stephen Lunsford como Filmore "Dink" Davis - Stephen Collins como "o Capitão" Montgomery - Derek Phillips como Eddie Lindy - Judith Hoag como Angie McConnell - Michael Reilly Burke como Simon McConnell - Monica Keena como Kayla Lindy - Caterina Scorsone como Amelia Shepherd - Chandra Wilson como Miranda Bailey - Eric Dane como Mark Sloan | - Amanda Foreman como Katie Kent - Amanda Detmer como Morgan Barnes - Agnes Bruckner como Heather Parker - Tessa Thompson como Zoe Salter - Robin Weigert como Amelia Sawyer - DaJuan Johnson como Martin Salter - Sean Bridgers como Frank Dawson - Joey Luthman como Evan Dawson - JoBeth Williams como Bizzy Montgomery - Rosanna Arquette como Corinne Davis - Ann Cusack como Susan Grant - Leven Rambin como Sloan Riley - Mimi Kennedy como Eleanor Bergin - Melissa McCarthy como Lynn McDonald - Rebecca Field como Rachel Gold - Marguerite Moreau como Lynn Jarvey - Tracie Thoms como Colette - Lucy Hale como Danielle Palmer - Lauren Bowles como Cyndy Roberts - Nora Dunn como Geraldine Ginsberg - Ever Carradine como Kara - Bruno Campos como Dr. Scott Barker - George Newbern como Dr. Brian Reynolds |

## Episódios
| N.º na série | N.º na temp. | Título                              | Dirigido por        | Escrito por                                 | Exibição original       | Audiência (milhões) |
| --- | ------------ | ----------------------------------- | ------------------- | ------------------------------------------- | ----------------------- | ------------------- |
| 32 | 1            | "A Death in the Family"             | Mark Tinker         | Shonda Rhimes, Jon Cowan & Robert Rovner    | 1 de outubro de 2009    | 11.58               |
| Pete chega em casa e encontra Violet no chão sangrando até a morte, de Katie atacando-a, e que o bebê se foi, momentos depois Naomi chega e ambos chamam e ambulância e correm para salvar sua vida. No hospital, todo mundo começa a se perguntar onde está o bebê, enquanto Cooper começa a receber um pediatra de um bebê recém-nascido. Addison começa a cirurgia em Violet, apenas para descobrir que a única maneira de salvar sua vida seria fazer uma histerectomia, tornando impossível que ela tivesse um filho. Como todos os médicos da Oceanside Wellness se preocupam com Violet, Cooper vai à pediatria apenas para descobrir que Katie veio ao hospital com o bebê de Violet, imediatamente tirando o bebê dela, certificando-se de que o bebê está seguro. Quando Cooper apresenta o bebê para Addison, ela descobre que ele também precisa de cirurgia, e tem que deixar Naomi em cirurgia com Violet, a fim de salvar ambas as suas vidas; Violet e o bebê passam por suas cirurgias depois que Addison e Naomi conseguem salvar suas vidas. |              |                                     |                     |                                             |                         |                     |
| 33 | 2            | "The Way We Were"                   | Donna Deitch        | Patti Carr & Lara Olsen                     | 8 de outubro de 2009    | 9.50                |
| Violet está se recuperando fisicamente de seu ataque violento em casa, mas o trauma emocional que ela sofre não está indo embora, apesar dos melhores esforços de Pete e seus outros amigos para ajudar. Addison e Naomi tentam consertar seu relacionamento cheio de tensão. |              |                                     |                     |                                             |                         |                     |
| 34 | 3            | "Right Here, Right Now"             | Rob Corn            | Dana Baratta                                | 15 de outubro de 2009   | 10.36               |
| Miranda Bailey (Chandra Wilson, de Grey's Anatomy) leva um paciente transplantado para Los Angeles, e Addison não é a único médica da Oceanside Wellness satisfeita em vê-la. Enquanto isso, as consequências do caso emocional de Addison com Noah a alcançam, e Sheldon e Pete finalmente descobrem quem é o pai do bebê de Violet. Esse episódio conclui um crossover com Grey's Anatomy, que começou em "Invasion" |              |                                     |                     |                                             |                         |                     |
| 35 | 4            | "Pushing the Limits"                | Allison Liddi-Brown | Ayanna A. Floyd                             | 22 de outubro de 2009   | 9.93                |
| Addison, Sam e Cooper tratam a criança doente de uma mãe adolescente desabrigada que eles conheceram enquanto eram voluntários. Violet tem problemas em se relacionar com seu bebê quando seus sentimentos sobre seu ataque ressurgem durante o aconselhamento de uma vítima de estupro que está grávida. Os problemas financeiros de Cooper o alcançam quando ele pede para ajudar a comprar a parte de Naomi na clínica. |              |                                     |                     |                                             |                         |                     |
| 36 | 5            | "Strange Bedfellows"                | Steve Gomer         | Kathy McCormick                             | 29 de outubro de 2009   | 9.16                |
| Katie Kent é detida e está sendo julgada. Violet é solicitada a testemunhar contra seu agressor, mas ela luta para saber se pode ou não enfrentar seu agressor no tribunal. Enquanto isso, uma séria complicação ameaça os fetos de duas das ex-pacientes de Naomi e Charlotte está determinada a convencer Addison, Sam e Cooper a deixá-la se juntar à Oceanside Wellness Group. |              |                                     |                     |                                             |                         |                     |
| 37 | 6            | "Slip Slidin’ Away"                 | Helen Shaver        | Fred Einesman                               | 5 de novembro de 2009   | 9.11                |
| Os médicos se aventuram em um território controverso quando uma nova contratação inesperada na Pacific Wellcare leva Naomi a lutar contra a ideia de projetar bebês geneticamente e Violet toma uma decisão repentina de tentar uma terapia de choque elétrico em um paciente. Addison de alguma forma se encontra sozinha e com um gato. |              |                                     |                     |                                             |                         |                     |
| 38 | 7            | "The Hard Part"                     | Mark Tinker         | Steve Blackman                              | 12 de novembro de 2009  | 10.25               |
| Addison e Sam vão para uma caminhada em Malibu, e devem realizar cuidados de campo urgentes quando se deparam com um casal esperando, presos em seu carro depois de um acidente. Após a terrível provação, os dois compartilham um momento íntimo. Enquanto isso, na Oceanside Wellness, Charlotte, Cooper e Violet tratam um recém-casado que, por nervosismo durante sua noite de núpcias, tomou muito Viagra. Pete e Sheldon num bar juntos e se apaixonaram pela mesma garota. |              |                                     |                     |                                             |                         |                     |
| 39 | 8            | "Sins of the Father"                | Tom Verica          | Elizabeth J. B. Klaviter                    | 19 de novembro de 2009  | 8.93                |
| Addison é abalada pela chegada indesejada de seu pai (Stephen Collins) a Los Angeles, Cooper é preso quando ele se recusa a cooperar em um caso envolvendo um paciente de longa data, e Pete luta para manter um paciente terminalmente doente vivo o suficiente para ele conhecer sua nova filha. |              |                                     |                     |                                             |                         |                     |
| 40 | 9            | "The Parent Trap"                   | Donna Deitch        | Craig Turk                                  | 3 de dezembro de 2009   | 9.21                |
| Primeira parte de um episódio de duas horas. Addison realiza uma cirurgia complexa no útero, provando não apenas seus talentos para o pai, mas também, finalmente, dando-lhes alguns pontos em comum. Sam e Naomi lidam com sua própria crise familiar quando descobrem que sua filha está crescendo rápido demais, e Violet faz algo que a atrai para a difícil dinâmica da família de Addison. |              |                                     |                     |                                             |                         |                     |
| 41 | 10           | "Blowups"                           | Mark Tinker         | Sonay Washington                            | 3 de dezembro de 2009   | 9.21                |
| Segunda parte de um episódio de duas horas. Uma terrível explosão na casa da Dell leva Betsey e Heather para o hospital, e todos são levados ao limite tentando salvar suas vidas. As tensões aumentam ainda mais entre Addison e o Capitão quando sua mãe, Bizzy (JoBeth Williams) aparece. Addison encontra Bizzy beijando uma mulher, Susan, que tem sido assistente pessoal de Bizzy por 20 anos. Addison luta para chegar a um acordo com o lesbianismo de sua mãe e a percepção de que o capitão não é exatamente o canalha que Addison supôs que fosse. |              |                                     |                     |                                             |                         |                     |
| 42 | 11           | "Another Second Chance"             | Michael Zinberg     | Krista Vernoff & Kathy McCormick            | 14 de janeiro de 2010   | 10.96               |
| Desesperada para ajudar sua filha grávida (Leven Rambin), Mark (Eric Dane) segue Addison de volta a Oceanside Wellness, e velhos sentimentos entre os dois começam a ressurgir. Dell e Naomi lutam para criar seus filhos sob o mesmo teto, e Violet e Cooper discordam veementemente sobre como tratar um paciente. Este episódio conclui um crossover com Grey's Anatomy que começa com "Blink". |              |                                     |                     |                                             |                         |                     |
| 43 | 12           | "Best Laid Plans"                   | Bethany Rooney      | Patti Carr & Lara Olsen                     | 21 de janeiro de 2010   | 9.64                |
| Sam e Naomi ficam chocados com um anúncio chocante de Maya, e a reação irracional de Naomi deixa Sam para pegar os pedaços. Pete desafia Fife sobre o melhor curso de tratamento para um paciente com um braço biônico. Dell tenta o seu melhor para acomodar uma mãe solteira que está determinada a ter um parto natural, apesar de um curso de vários dias de trabalho. Violet chega com compaixão a um homem em St. Ambrose que acaba de perder a esposa. A hostilidade entre Charlotte e Cooper continua a tornar a vida desconfortável para os dois enquanto limpam as pontas soltas do relacionamento fracassado. |              |                                     |                     |                                             |                         |                     |
| 44 | 13           | "Shotgun"                           | Karen Gaviola       | Jon Cowan & Robert Rovner                   | 4 de fevereiro de 2010  | 9.25                |
| Addison e Cooper aconselham um casal que deve fazer uma escolha impensável: decidir qual das filhas doentes salvar com o sangue do cordão umbilical do recém-nascido. Sam conhece a mãe de Dink, Corrine (Rosanna Arquette), e sofre outro golpe quando descobre a intenção de Dink de se casar com Maya. Alguns dos médicos se reúnem para uma intervenção para tentar atrair uma Naomi ainda devastada e distante. As coisas esquentam entre Addison e Sam enquanto desenvolvem sentimentos verdadeiros um pelo outro, mas Addison está determinada a não machucar Naomi. |              |                                     |                     |                                             |                         |                     |
| 45 | 14           | "Love Bites"                        | Matthew Penn        | Dana Baratta                                | 11 de fevereiro de 2010 | 9.04                |
| Sam convence Violet a planejar o casamento de Maya quando Naomi se recusa a participar. Como as tensões entre Addison e Sam aumentam mesmo quando elas trabalham juntas para tratar um paciente suicida, ela se volta para Pete em busca de conforto. Cooper e Pete tratam uma adolescente com uma misteriosa marca de mordida no pescoço. William White expressa um interesse romântico em Naomi. Cooper e Charlotte continuam sarcásticos um com o outro. |              |                                     |                     |                                             |                         |                     |
| 46 | 15           | "Til Death Do Us Part"              | Kenny Leon          | Craig Turk                                  | 18 de fevereiro de 2010 | 7.59                |
| Enquanto Violet continua a ajudar Sam com o casamento de Maya, Naomi se recusa a participar enquanto ela trabalha com Addison e Pete para salvar a vida de um bebê prematuro de 25 semanas. Enquanto isso, Cooper suspeita que o novo namorado de Charlotte está abusando de pílulas. Enquanto isso, Pete e Addison decidem se tornar um casal, apesar de Addison estar apaixonada por Sam e Pete ainda apaixonado por Violet. Eles decidem manter segredo deles, mas Sam acaba descobrindo. |              |                                     |                     |                                             |                         |                     |
| 47 | 16           | "Fear of Flying"                    | Mark Tinker         | Ayanna A. Floyd                             | 4 de março de 2010      | 7.57                |
| As coisas chegam perto demais para o conforto quando Addison, Pete e Sam devem se unir em um caso complicado envolvendo um futuro pai que sofre de tuberculose e ameaça o futuro de sua nova família. Addison conhece a nova namorada de Sam, Vanessa. Enquanto isso, com Violet ainda em fuga da Costa Rica com Cooper, Sheldon assume ajudando uma de suas pacientes, Natasha, para superar seu medo de voar, e ele pede conselhos a Charlotte. Cooper volta cedo da viagem da Costa Rica e se encontra em um estado "zen", mas seu zen logo desaparece depois de se aproximar de Charlotte e Sheldon se beijando. Naomi se encontra em um triângulo amoroso próprio. |              |                                     |                     |                                             |                         |                     |
| 48 | 17           | "Triangles"                         | Tom Verica          | Steve Blackman                              | 11 de março de 2010     | 7.66                |
| Quando a paciente de Addison e a vida dos três bebês em gestação que ela está carregando como um substituto estão na balança, a nova namorada de Sam, Vanessa e Addison estão profundamente divididas no curso do tratamento. Cooper procura a ajuda de Sheldon com uma jovem paciente, mas suas brigas pessoais sobre Charlotte atrapalham, e Naomi tem um dilema próprio entre William e um inesperadamente encantador Dr. Fife. |              |                                     |                     |                                             |                         |                     |
| 49 | 18           | "Pulling the Plug"                  | Ann Kindberg        | Kathy McCormick                             | 25 de março de 2010     | 8.71                |
| A decisão de um marido de desligar a mulher grávida é anulada por um juiz, obrigando o hospital a mantê-la sob suporte de vida até que os fetos que ela está carregando como substituto possam sobreviver. Naomi se sente traída depois de saber dos sentimentos de Sam e Addison um pelo outro, e ela se volta para o Dr. Fife em busca de apoio enquanto William está viajando a negócios. E incapaz de lidar com a tensão, Addison tira o dia de folga com Pete e Lucas. |              |                                     |                     |                                             |                         |                     |
| 50 | 19           | "Eyes Wide Open"                    | Eric Stoltz         | Jesse Zigelstein                            | 1 de abril de 2010      | 7.82                |
| Quando o famoso neurocirurgião Dr. Ginsberg e sua equipe fazem uma visita a St. Ambrose para acordar Kayla de seu coma, Addison fica chocada ao ver Amelia Shepherd, a irmã mais nova de Derek, na equipe. Depois que o Dr. Ginsberg declara que nada pode ser feito, Amelia causa conflitos entre Addison, Sam e Pete quando ela afirma que pode salvar a vida de Kayla. Charlotte procura a ajuda de Cooper com um seminário de educação sexual para idosos que só leva a mais tensão entre os dois, enquanto eles tentam descobrir como trabalhar juntos. |              |                                     |                     |                                             |                         |                     |
| 51 | 20           | "Second Choices"                    | Jeff Bleckner       | Patti Carr & Lara Olsen                     | 22 de abril de 2010     | 7.49                |
| Depois de sua fuga para a Costa Rica, Violet finalmente voltou para casa e para a clínica. Todo mundo pisa um pouco de leve ao seu redor, especialmente Pete e Addison, que têm sentimentos mistos sobre o desejo de Violet de se reconectar com Lucas. Amelia se intromete na vida pessoal de Sam, apontando que ele pode consertar corações na sala de cirurgia, mas não consegue fazer isso por si mesmo; e Sheldon encoraja Charlotte a se reconciliar com Cooper, enquanto Cooper lida com um jovem paciente que come tudo à vista. |              |                                     |                     |                                             |                         |                     |
| 52 | 21           | "War"                               | Eric Stoltz         | Elizabeth J. B. Klaviter & Sonay Washington | 29 de abril de 2010     | 7.78                |
| Depois dos arquivos de Violet para a custódia conjunta de Lucas, um amargurado Pete reage vorazmente contratando um advogado durão para o julgamento, forçando seus amigos e colegas de trabalho a escolherem lados e terem suas vidas pessoais arrastadas para a bancada e para os olhos do público. |              |                                     |                     |                                             |                         |                     |
| 53 | 22           | "In the Name of Love"               | Mark Tinker         | Fred Einesman                               | 6 de maio de 2010       | 8.15                |
| Naomi coloca Fife em uma posição conflituosa quando ela implora a ele para ajudar a ELA avançada de William com seu tratamento ainda experimental. Violet e Amelia tratam uma mulher com um tumor no cérebro que tem que escolher entre a vida ou a qualidade de vida, e Sheldon decide oficialmente se declarar à Charlotte. |              |                                     |                     |                                             |                         |                     |
| 54 | 23           | "The End of a Beautiful Friendship" | Jeannot Szwarc      | Debora Cahn                                 | 13 de maio de 2010      | 9.28                |
| Maya e seu feto estão lutando por suas vidas na mesa de operações, e Addison, Amelia e Fife tentam tudo o que é humanamente possível para salvá-los. Enquanto isso, Sam opera uma vítima de acidente e depois faz uma descoberta sombria; Cooper faz um esforço inoportuno mas valente com Charlotte, e o mundo dos funcionários é abalado por uma morte inesperada. Addison decide terminar as coisas com Pete, dizendo que ele precisa estar com Violet. Depois de alguns conselhos de Sheldon, Addison decide seguir seu coração e estar com Sam. |              |                                     |                     |                                             |                         |                     |

## Audiência

### Estados Unidos
| №  | Episódio                            | Exibição original       | Horário (EST)      | Rating | Share | 18-49 (Rating/Share) | Audiência (em milhões) | Posição semanal (№) |
| -- | ----------------------------------- | ----------------------- | ------------------ | ------ | ----- | -------------------- | ---------------------- | ------------------- |
| 1  | "A Death in the Family"             | 1 de outubro de 2009    | Quinta-feira 22:00 | 7.6    | 13    | 4.6/13               | 11.58                  | 20                  |
| 2  | "The Way We Were"                   | 8 de outubro de 2009    | Quinta-feira 22:00 | 6.2    | 11    | 3.6/10               | 9.50                   | 25                  |
| 3  | "Right Here, Right Now"             | 15 de outubro de 2009   | Quinta-feira 22:00 | 6.8    | 12    | 3.8/11               | 10.36                  | 21                  |
| 4  | "Pushing the Limits"                | 22 de outubro de 2009   | Quinta-feira 22:00 | 6.7    | 11    | 3.7/10               | 9.928                  | 28                  |
| 5  | "Strange Bedfellows"                | 29 de outubro de 2009   | Quinta-feira 22:00 | 6.1    | 10    | 3.6/9                | 9.155                  | 29                  |
| 6  | "Slip Slidin’ Away"                 | 5 de novembro de 2009   | Quinta-feira 22:00 | 6.0    | 10    | 3.4/10               | 9.11                   | 27                  |
| 7  | "The Hard Part"                     | 12 de novembro de 2009  | Quinta-feira 22:00 | 6.7    | 11    | 3.9/11               | 10.249                 | TBA                 |
| 8  | "Sins of the Father"                | 19 de outubro de 2009   | Quinta-feira 22:00 | 6.0    | 10    | 3.1/9                | 8.926                  | TBA                 |
| 9  | "The Parent Trap"                   | 3 de dezembro de 2009   | Quinta-feira 22:00 | 6.3    | 10    | 3.2/8                | 9.211                  | 24                  |
| 10 | "Blowups"                           | 3 de dezembro de 2009   | Quinta-feira 22:00 | 6.3    | 10    | 3.2/8                | 9.211                  | 24                  |
| 11 | "Another Second Chance"             | 14 de janeiro de 2010   | Quinta-feira 22:00 | 7.1    | 12    | 4.2/12               | 10.963                 | TBA                 |
| 12 | "Best Laid Plans"                   | 21 de janeiro de 2010   | Quinta-feira 22:00 | 6.6    | 11    | 3.6/10               | 9.637                  | TBA                 |
| 13 | "Shotgun"                           | 4 de fevereiro de 2010  | Quinta-feira 22:00 | 6.2    | 11    | 3.3/10               | 9.254                  | TBA                 |
| 14 | "Love Bites"                        | 11 de fevereiro de 2010 | Quinta-feira 22:00 | 6.1    | 10    | 3.1/9                | 9.036                  | 26                  |
| 15 | "'Til Death Do Us Part"             | 18 de fevereiro de 2010 | Quinta-feira 22:00 | 5.1    | 8     | 2.8/7                | 7.593                  | 32                  |
| 16 | "Fear of Flying"                    | 4 de fevereiro de 2010  | Quinta-feira 22:00 | 5.2    | 9     | 2.7/8                | 7.572                  | 36                  |
| 17 | "Triangles"                         | 11 de março de 2010     | Quinta-feira 22:00 | 5.3    | 9     | 2.8/8                | 7.656                  | TBA                 |
| 18 | "Pulling the Plug"                  | 25 de março de 2010     | Quinta-feira 22:00 | 5.8    | 10    | 2.9/8                | 8.705                  | TBA                 |
| 19 | "Eyes Wide Open"                    | 1 de fevereiro de 2010  | Quinta-feira 22:00 | 5.3    | 9     | 2.6/8                | 7.822                  | TBA                 |
| 20 | "Second Choices"                    | 22 de abril de 2010     | Quinta-feira 21:00 | 5.1    | 9     | 2.3/6                | 7.491                  | TBA                 |
| 21 | "War"                               | 29 de abril de 2010     | Quinta-feira 22:00 | 5.4    | 9     | 2.9/9                | 7.775                  | TBA                 |
| 22 | "In the Name of Love"               | 6 de maio de 2010       | Quinta-feira 22:00 | 5.7    | 10    | 2.8/8                | 8.152                  | TBA                 |
| 23 | "The End of A Beautiful Friendship" | 13 de maio de 2010      | Quinta-feira 22:00 | 6.3    | 11    | 3.2/9                | 9.299                  | TBA                 |

## Lançamentos em DVD
| Private Practice: The Complete Third Season                                                               | | |                                                                           |                                                                           |                                                                           |
| Detalhes do conjunto                                                                                      | Detalhes do conjunto                                                                                      | Detalhes do conjunto                                                                                      | Características especiais                                                 | Características especiais                                                 | Características especiais                                                 |
| - 23 episódios - Conjunto de cinco discos - Em inglês (Dolby Digital 5.1 Surround) - Comentários em áudio | - 23 episódios - Conjunto de cinco discos - Em inglês (Dolby Digital 5.1 Surround) - Comentários em áudio | - 23 episódios - Conjunto de cinco discos - Em inglês (Dolby Digital 5.1 Surround) - Comentários em áudio | - Erros de gravação - Cenas deletadas - Os oito melhores momentos de Kate | - Erros de gravação - Cenas deletadas - Os oito melhores momentos de Kate | - Erros de gravação - Cenas deletadas - Os oito melhores momentos de Kate |
| Datas dos lançamentos                                                                                     | | |                                                                           |                                                                           |                                                                           |
| Região 1                                                                                                  | Região 1                                                                                                  | Região 2                                                                                                  | Região 2                                                                  | Região 1                                                                  | Região 1                                                                  |
| 14 de setembro de 2010                                                                                    | 14 de setembro de 2010                                                                                    | 21 de março de 2011                                                                                       | 21 de março de 2011                                                       | 3 de novembro de 2010                                                     | 3 de novembro de 2010                                                     |